# Sympetrum cordulegaster
Sympetrum cordulegaster is een libellensoort uit de familie van de korenbouten (Libellulidae), onderorde echte libellen (Anisoptera).
De wetenschappelijke naam Sympetrum cordulegaster is voor het eerst geldig gepubliceerd in 1883 door Selys.